# 女性捜査班アイキャッチャー
『女性捜査班アイキャッチャー（じょせいそうさはんアイキャッチャー）』はNHK総合テレビジョン「水曜ドラマの花束」で1999年5月19日 - 6月23日に放送されたテレビドラマ。

## 概要
- 大阪府警察本部生活安全部に実在する女子少年事件専門の捜査班（但し、実在する班は「愛キャッチャー」と表記）を描く。
- 『木綿のハンカチ〜ライトウインズ物語』2作と合わせ「大阪府警女性捜査班3部作」の最終作。

## キャスト
- 三浦百合子 - 水野真紀　アイキャッチャーのメンバー。本作のヒロイン。
- 龍野志津 - 高畑淳子　アイキャッチャー班長。責任感が強く部下思いの良き上司。
- 岡千絵 - 市毛良枝　同サブリーダーとして龍野を能く補佐する。
- 藤原早苗 - かとうれいこ　アイキャッチャーのメンバー。百合子を一方的にライバル視しているが関係は良好。
- 五十嵐文 - 遊井亮子　アイキャッチャーのメンバー。天然ボケの気味がありチームのムードメイカー。
- 三浦幸子 - 冨司純子　百合子の母。家庭を捨てて男と暮らしていたが、人生をやり直すべく百合子のもとに寄寓している。気丈だが苦労人で包容力のある人物。
- 夏木淳 - 入江雅人　百合子の交際相手で大阪府警機動隊員。左翼の活動家であった幸子が百合子の元にいることを快く思っていない。

1・2話
要補足
3・4話
- 下田晴美 - 吹石一恵　高校生。ある事件で心に深い傷を負い、唯一、絵を描くことでかろうじて自分を支えている。
- 花田達史 - 嶋田久作　塗装会社の社員。通称「花田のおっちゃん」。備品であるシンナーを未成年者に流している。晴美と同じく心に傷を負った人間。
- 滝島元 - 月亭八光　晴美の向かいに住むシンナー中毒の少年。晴美に「花田のおっちゃん」を紹介するも二人の関係が親密になったことを嫉妬して警察に通報する。アホである。
- 下田順子 - 松谷令子　晴美の母。

5・6話
- 石田リカ - 水野麗奈　道頓堀にかかる天女橋から投身自殺をした中学生。当初は殺された恋人・達也の後追い自殺と見做されたが、後にその死が様々な憶測を生むことになる。
- 竜崎達也 - 長谷川義規　ホストクラブ「ゴールドラッシュ」のナンバー1でリカの恋人であった。天女橋で何者かに殴打され、川に投げ込まれて殺される。
- 小泉ミサト - 清水真実　リカの親友でバンド仲間。
- 野島カヨ - 大島由香里　同上。
- 石田峯子 - 宮田圭子　リカの母親。娘の四十九日の法要のあと、幸子が経営する飲食店「愛キャッチャー」を訪れる。

(以下は5話のみ登場)
- 川口守 - 稲垣稔　竜崎達也殺人容疑で逮捕された浮浪者。
- 若宮カズ - 草野康太　殺された達也の同僚。本人は達也の親友であったと言うが・・・。
- 古賀実富 - 河野実　大阪南署の刑事。竜崎達也殺人事件の担当。百合子の元上司であったことからか、アイキャッチャーとの緊密な情報交換を行っている。

## 主題歌
- 「ペピン」

作詞・作曲浅井健一
歌BLANKEY JET CITY

## スタッフ
- 作 - 市川森一[1]
- 音楽 - 榊原大[1]
- 演出 - 東山充裕(3・4話)[1]、勅使河原亜紀夫(5話)[1]、鈴木圭(6話)[1]
- 製作統括 - 木田幸紀[1]

## サブタイトル
- 第1回
- 第2回
- 第3回　夢で見た花
- 第4回　明日への道
- 第5回　純愛伝説
- 最終回　天女橋から